# Uraeotyphlus
Uraeotyphlus és un gènere d'amfibis gimnofions de la família Ichthyophiidae que habita en els Ghats Occidentals de l'estat de Kerala, en l'Índia.

## Taxonomia
- Uraeotyphlus interruptus
- Uraeotyphlus malabaricus
- Uraeotyphlus menoni
- Uraeotyphlus narayani
- Uraeotyphlus oommeni
- Uraeotyphlus oxyurus